# Żarskie
Żarskie (biał. Жарскія, Żarskija; ros. Жарские, Żarskije) – wieś na Białorusi, w obwodzie brzeskim, w rejonie lachowickim, w sielsowiecie Nacza.
W źródłach wieś występuje także pod nazwami Żgarki, Żarskije i Szarskije.
Współcześnie w skład miejscowości wchodzią także dawne folwarki Pawlukowszczyzna (Pawlikowszczyzna) Mała i Wielka.

## Historia
W XIX i w początkach XX w. Żarskie i Pawlukowszczyzna (Pawlikowszczyzna) położone były w Rosji, w guberni mińskiej, w powiecie słuckim, w gminie Niedźwiedzice.
W dwudziestoleciu międzywojennym leżały w Polsce, w województwie nowogródzkim, w powiecie baranowickim, w gminie Niedźwiedzice. Demografia w 1921 przedstawiała się następująco:
|                                 | Liczba mieszkańców | Budynki | Narodowość  | Narodowość | Narodowość        | Wyznanie    | Wyznanie |
| Polacy                          | Liczba mieszkańców | Budynki | Białorusini | inna       | rzymskokatolickie | prawosławne |          |
| ------------------------------- | ------------------ | ------- | ----------- | ---------- | ----------------- | ----------- | -------- |
| wieś Żarskie                    | 187                | 41      | 186         | 1          | –                 | 186         | 1        |
| folwark Pawlukowszczyzna Mała   | 18                 | 2       | 18          | –          | –                 | 7           | 11       |
| folwark Pawlukowszczyzna Wielka | 62                 | 5       | 61          | –          | 1                 | 32          | 30       |

Po II wojnie światowej w granicach Związku Sowieckiego. Od 1991 w niepodległej Białorusi.